# Château des Ifs (Seine-Maritime)
Pour les articles homonymes, voir Château des Ifs.
Le château des Ifs est une demeure des XVIIe et XIXe siècles qui se dresse sur le territoire de la commune française de Tourville-les-Ifs, dans le département de la Seine-Maritime, en région Normandie.

## Localisation
Le château est situé sur la commune de Tourville-les-Ifs, dans le département français de la Seine-Maritime.

## Historique
Le fief des Ifs est connu dans des documents datés d'après la guerre de Cent Ans. Le plus ancien document date de 1456, indiquant que Colin Hervieu était le possesseur du domaine des Ifs. En 1476, un texte signale Nicolas Hervieu, écuyer. Il est probable que le domaine des Ifs est entré en possession de la famille Hervieu par alliance. On trouve en effet un traité de mariage daté du 6 février 1410 entre Katherine de Grammont et Jehan Hervieu faisant de Katherine de Grammont l'héritière des biens meubles et immeubles de Robin de Grammont, seigneur de Tourville. Un acte de 1529 indique que Richard Hervieu, fils de Jehan Hervieu, écuyer, est « possesseur de la vavassorie des His ».
Dans un aveu passé par Robert de Hervieu, écuyer, sieur des Ifs, en faveur de l'abbaye de Fécamp, le 10 octobre 1623, on lit : « Ung noble fief vulgairement nommé le fief des grands Ifs, situé et assis en la paroisse de Tourville, contenant 50 acres de terre ou environ, tant en domaine fieffé que non fieffé, en une pièce, le tout tenant ensemble, le manoir dudict lieu des grands Ifs, ferme, de dans ladite friche, arbres plantés dessus estans et encroissans, plan de colombier, mare à poisson, ter et ter, avec ses droictures, privilèges, appartenances et dépendances dudict fief ».
La dernière descendante de la famille de Hervieu était Madeleine de Hervieu qui s'est mariée avec François-Théodore Desmares, chevalier, comte de Trébans. C'est ce dernier qui a vendu le domaine en 1859 à Pierre Dufresne, qui agrandit considérablement le château en lui ajoutant deux ailes conçues par l'architecte Marie-Eugène Barthélémy (1826-1900), fils de Jacques-Eugène Barthélémy, architecte à Rouen.
Herbert Dieckmann retrouva  les manuscrits de Denis Diderot au château en 1948 (voir Fonds Vandeul).
En 1987, le château était la possession du baron Levavaseur.

## Description
Le château actuel se compose d'un corps de logis du XVIIe siècle, bâtie vers 1600, flanquée au XIXe siècle par son propriétaire, Pierre Dufresne, de deux pavillons latéraux, et d'une longue aile en retour sur la cour terminée par un large pavillon.
La façade sud, partie la plus ancienne, est pourvue d'un décor caractéristique de l'architecture nobiliaire de style Henri IV-Louis XIII. Son plan est très simple. C'est un bâtiment rectangulaire de 22 mètres de long sur 8 mètres de largeur flanqué sur l'arrière de deux tourelles cylindriques.
L'aile du XIXe siècle est un pastiche d'architecture XVIIe siècle mais particulièrement réussi, les deux ailes formant une certaine unité.